# カステッロ・テジーノ
カステッロ・テジーノ（イタリア語: Castello Tesino）は、イタリア共和国トレンティーノ＝アルト・アディジェ州トレント自治県にある、人口約1,200人の基礎自治体（コムーネ）。

## 地理

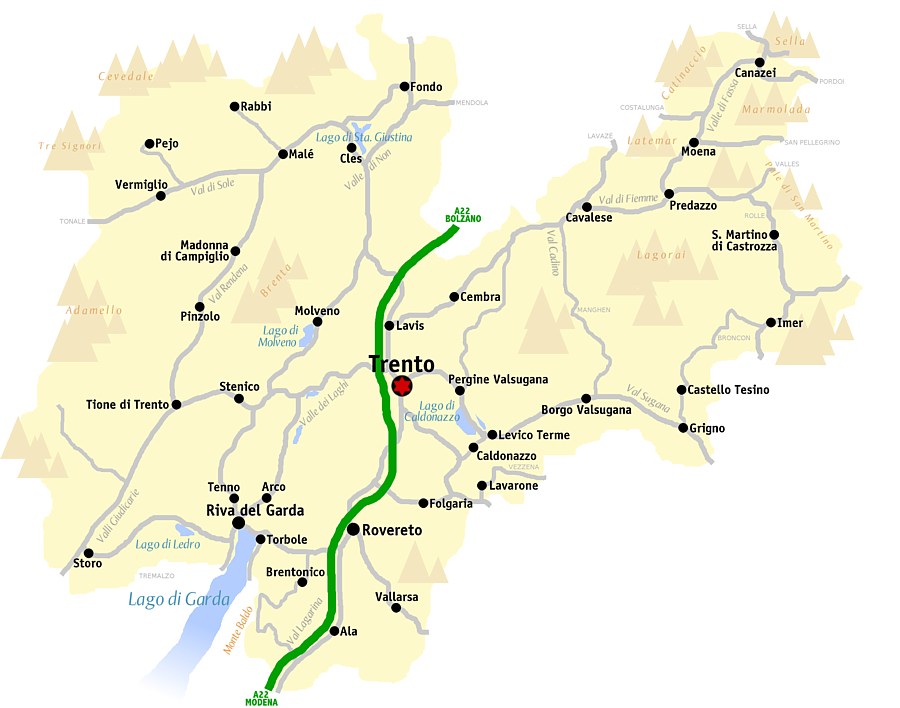
トレント県概略図

### 位置・広がり
トレント自治県南東部に位置するコムーネ。ボルゴ・ヴァルスガーナから東へ13km、県都トレントから東へ29kmの距離にある。

#### 隣接コムーネ
隣接するコムーネは以下の通り。括弧内のBLはベッルーノ県所属を示す。
| - アルシエ (BL) - カナール・サン・ボーヴォ - チンテ・テジーノ - グリーニョ - ラモーン (BL) - ピエーヴェ・テジーノ - スクレッレ |

## 行政

### 分離集落
カステッロ・テジーノには、以下の分離集落（フラツィオーネ）がある。
- Cainari, Coronini, Lissa, Molini, Roa, Tellina

### Comunita di valle
トレント自治県が設置した広域行政組織 Comunita di valle 「ヴァルスガーナ・エ・テジーノ」 (it:Comunita Valsugana e Tesino) （事務所所在地: ボルゴ・ヴァルスガーナ）に属する。